# 星野鉄男

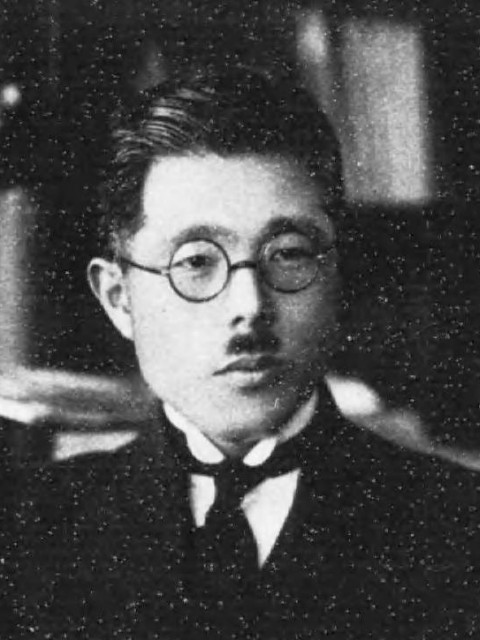
星野鉄男

星野 鉄男（ほしの てつお、正字は星野鐵男、1890年（明治23年）2月10日 - 1931年（昭和6年）12月20日）は、日本の医学者。専門は社会衛生学。日本初の性教育本（『性教育に就て』、1927年）を著したことで知られる。内閣書記官長や企画院総裁を務めた大蔵官僚・星野直樹は父方の従兄弟。東大総長を務めた政治学者の南原繁は義弟（妹の夫）。群馬県出身。無教会（無教会主義キリスト教）信徒。

## 概要

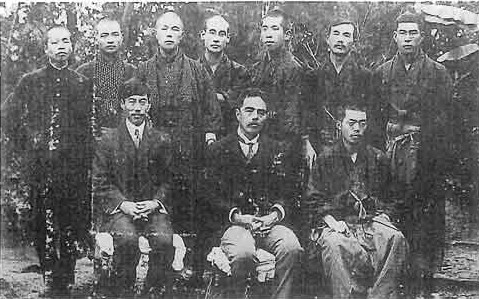
白雨会送別会(1917年)、内村鑑三は前列中央、星野は後列右から3人目

内村鑑三に師事し、「衛生文化思想普及会」を発足、社会衛生学の知見とキリスト教信仰とを統合した独自の社会衛生政策を主張した。また、高野岩三郎らと共に日本における実証的な都市社会調査の先駆とされる労働者の生活実態調査「月島調査」を実施した。

## 経歴

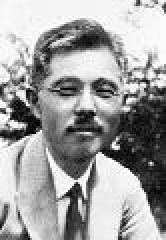
星野鉄男

1890年2月、群馬県利根郡利南村大字戸鹿野（とがの）に生まれる。父は沼田銀行の経営者であった星野銀治。星野家は祖父の代から続く敬虔なクリスチャン一家で、幼少のころから日曜学校に通うなどしていたという。1906年3月、旧制前橋中学校利根分校を修了したのちしばらくは小学校の代用教員として奉職する。1909年に旧制第二高等学校第三部（医科）に入学、この頃『聖書之研究』など内村鑑三の著作に出会う。二高卒業後の1912年9月、東京帝国大学医科大学に入学、内村鑑三の門下になり、1913年1月、白雨会に入会。1917年12月に同大学を卒業し、横手千代之助の衛生学教室に入る。1918年より1920年までの間、内務省衛生局嘱託として同省保健衛生調査会による労働者の生活実態調査「東京市京橋区月島に於ける実地調査」（通称：月島調査。企画・推進者は大原社会問題研究所の当時の所長・高野岩三郎）に参加する。1921年、同大学衛生学教室助手に就任し、1922年から1924年までの間、文部省からの命により衛生学研究のため欧州諸国へ留学。1924年5月の帰国後まもなく（旧制）金沢医科大学（現在の金沢大学医学部）に初代衛生学教授として赴任する。1925年4月には同大学十全会（学生・職員・教授間の親睦のための組織）講話部長、1926年7月には同大学学生監に就任。1927年2月、『性教育に就て』を刊行。同じくこの年、同大学の衛生学教室を中心として「衛生文化思想普及会」を発足させ、衛生に関する思想・知識・文化の普及活動の足場を築く。1929年1月、同大学学生主事、1930年4月には同学生課長に就任する。しかし、1931年8月頃よりそれまで徐々に悪化していた体調がにわかに崩れ始め、同年12月20日、急性虫様突起炎と腹膜炎との併発により大阪市内の病院で死去。満41歳没。遺体はその日のうちに金沢に移され、金沢医科大学病理学教室で解剖された。

## 著作
- 『東西の衣食住に就て』出版社不明、1926年。
- 『性教育に就て』基督教教育同盟会、1927年。
- 『清潔の徹底』衛生文化思想普及会・宇都宮書店、1930年。
- 『性教育の実際』衛生文化思想普及会、1931年。

## 論文
- 「性問題の社会衛生学的考察」 (『中外医事新報』、1927年)
- 「脚気死亡率分布図ニ就テ」 (『十全会雑誌』、1928年6月)
- 「性問題の一断面」 (『金沢犯罪学会雑誌』第一巻第2・3・4号、1928年12月)
- 「絶対安静ニ就テ」 (『結核』第8巻第2号、1930年5月)

## 学会
- 「死亡診断書に記入されたる乳児死亡時の病名に就て」第一回日本連合衛生学会、1929年4月。